# Стереоскоп

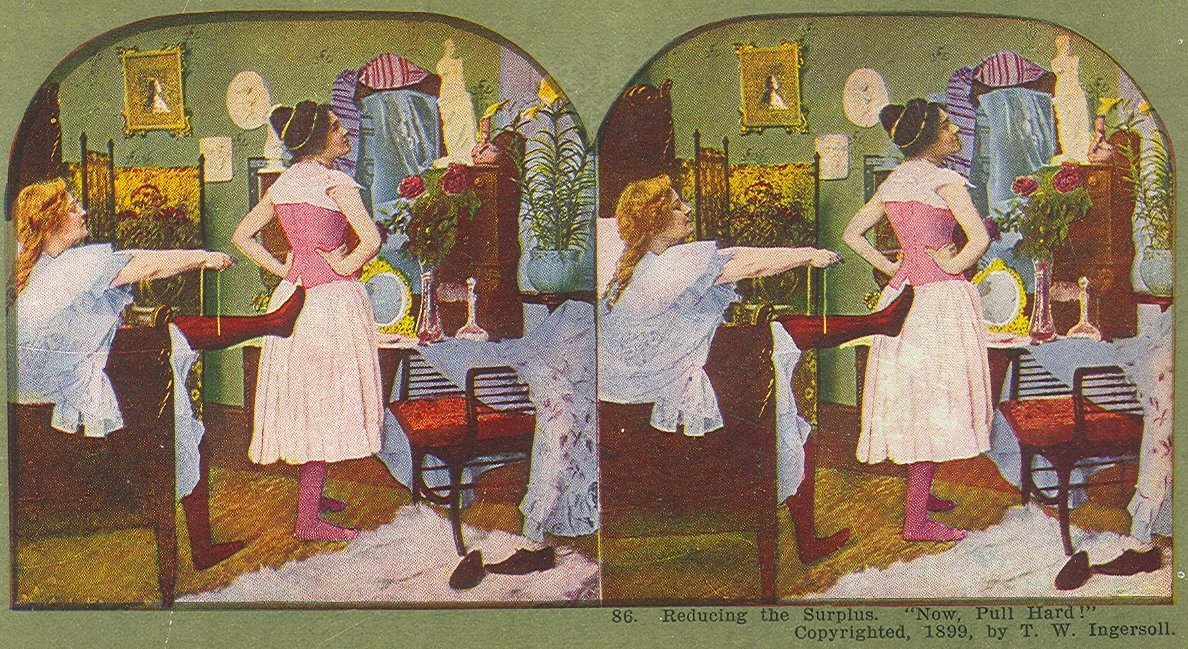

Стереоскоп  — оптичний бінокулярний прилад для перегляду «об'ємних» фотографій. Принцип роботи приладу заснований на тому, що якщо сфотографувати якусь сцену з двох точок, розташованих на деякій відстані одна від одної (приблизну відстань між очима людини), а потім розташувати пару знімків, які вийшли (так звану стереопару) так, щоб одне око бачило тільки один знімок, а інше око — другий, то людина побачить «об'ємне» зображення. 
Сучасними пристроями, що використовують такий принцип, є стереоскопічні 3D-дисплеї.

## Історія стереоскопа
Стереоскоп винайдений Чарльзом Вітстоном в 1837 р. 
1849 року сер Девід Брюстер винайшов стереоскоп з двома збільшувальними лінзами, розташованими на відстані 2,5 дюйма одна від одної, тобто на звичайній відстані між очима людини. Висоту він обмежив трьома дюймами, та стереоскопом можна було дуже легко користуватися. 
На виставці в «Крістал Пелес» в Лондоні 1851 року демонструвався стереоскоп Дюбоск та Солей з відмінним набором дагеротіпних стереоскопічних зображень. На початку 1853 року в Філадельфії Ж. Ф. Машер отримав патент на простий складний стереоскоп, що складався зі шкіряного ящика, в якому були два зображення і дві лінзи. У 1856 році тільки в Англії було продано більше мільйона призмових стереоскопів Брюстера. Лондонська компанія з виробництва стереоскопів, яка пропонувала великий вибір стереоскопічних пластин, розгорнула рекламну кампанію під гаслом «жодного будинку без стереоскопа» та продавала їх дешевше одного долара. 
До 1853 року стереоскопічні знімки робили або однією камерою, яку встановлювали в паз і по ньому зсували в сторону, щоб зробити ще одну експозицію, або знімали двома звичайними камерами. Двохлінзова камера, з відстанню в 2,5 дюйма між лінзами, що робила два невеликих знімка одночасно, була сконструйована 1853 року англійським оптиком, і багато європейських виробників негайно дотримались його прикладу. До 1860 році рекламний лозунг лондонської компанії з виробництва стереоскопів став практичною реальністю: в небагатьох будинках не було стереоскопа та набору пластин. Сотні тисяч стереографічних пластин з видами практично усіх куточків земної кулі можна було придбати в крамницях чи замовити за ціною сьогоднішніх кольорових листівок. 
Олівер Венделл Холмс захоплювався фотографіями про подорожі. Деталі, що створюють ілюзію дійсності, говорив він, дозволяли «бути глядачем всього найкращого, що міг запропонувати світ».

## Сучасні стереоскопи
Після появи кольорової плівки, яка оберталася виникла нова хвиля захоплення стереоскопами. Недорогі пристрої з пластмаси або картону дозволяли отримати високоякісне об'ємне зображення на слайдах. 

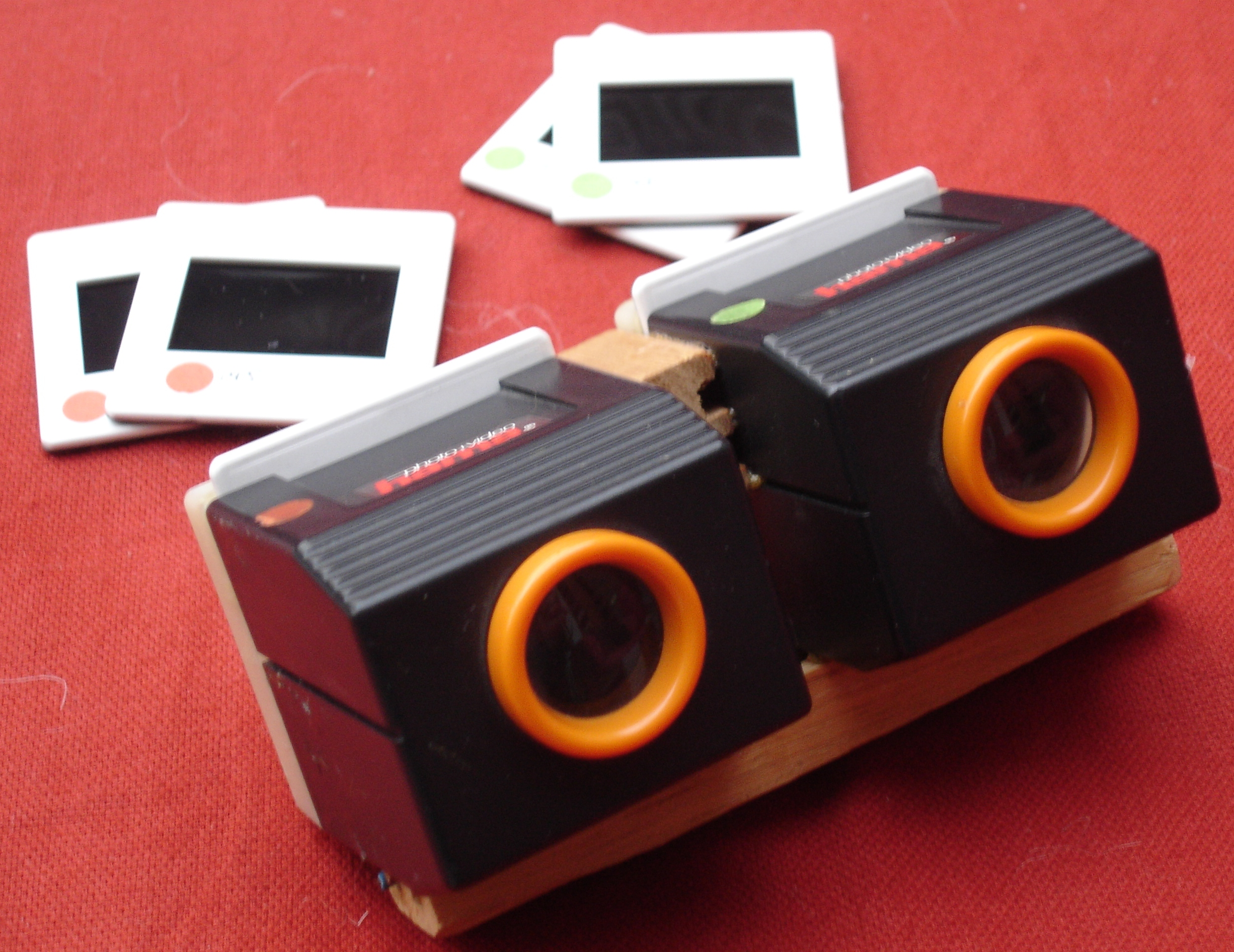
Сучасний лінзовий стереоскоп. 2008 рік

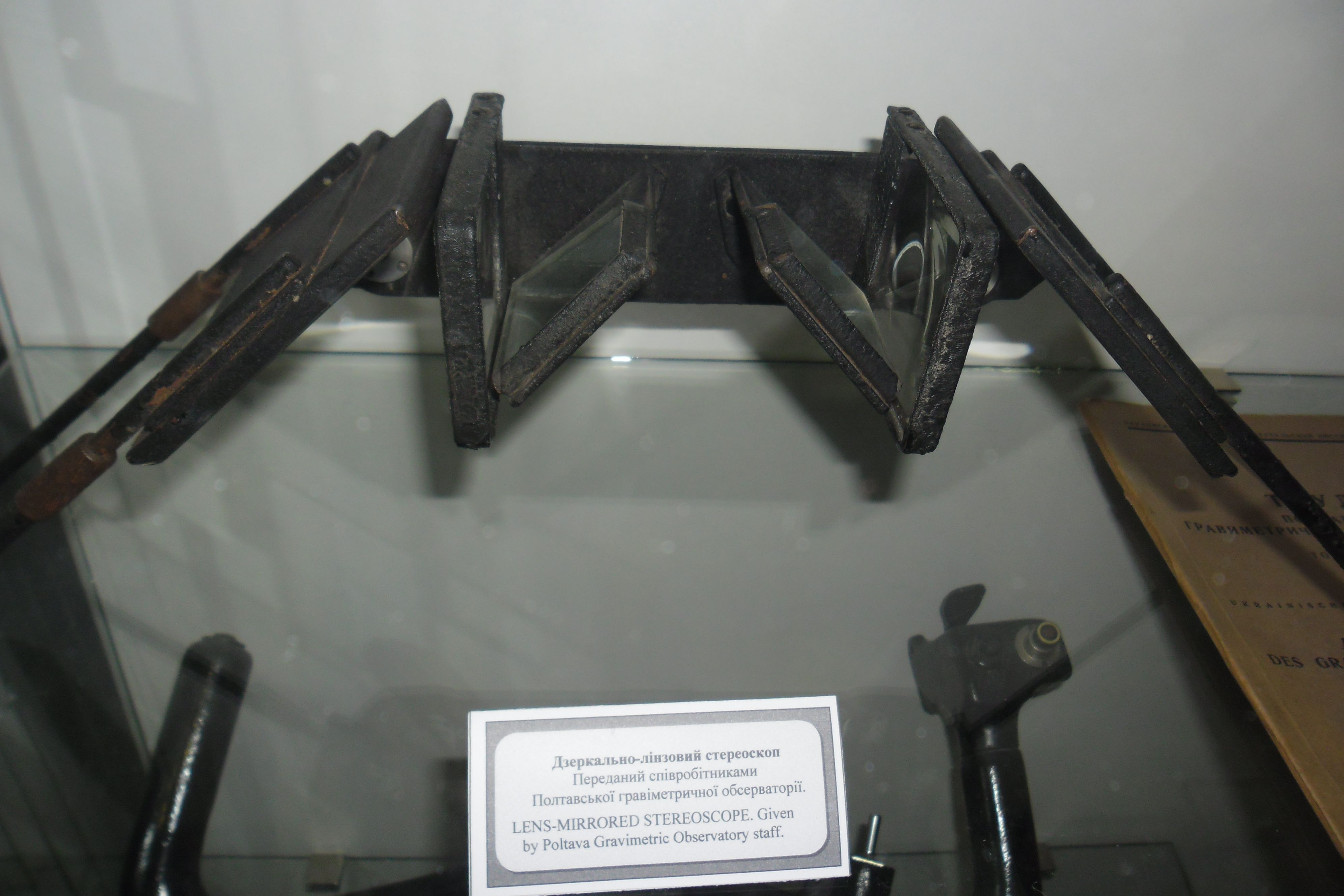
Дзеркально-лінзовий стереоскоп.

У століття розвитку цифрових технологій стереоскоп переживає друге народження. Здешевлення виробництва та спрощення конструкції призвели до того, що навіть фотограф-аматор може самостійно робити стереофотографії та переглядати їх за допомогою недорогого стереоскопа. 
Найпрактичнішими та найдешевшими у виробництві є складні картонні стереоскопи, призначені для перегляду стереопар (стереозображень) через пластикові лінзи. Стереопари для такого стереоскопа виготовляються з картону (фотопаперу). Зображення наносяться декількома способами: типографським (офсет), хімічної фотодруком або на струменевому принтері. 
На цей момент стереоскоп, нарівні з багатьма рекламними продуктами, такими як плакати, брелоки, вимпели, буклети тощо, одержав широке поширення. Рекламні агентства використовують стереоскопи для подачі матеріалів різних презентацій, виставок тощо. З захоплюючого хобі стереофотографія стає прибутковим бізнесом. Багато приватних фотографів використовують стереоскопи як сувеніри до пам'ятних дат, весілль, ювілеїв.